# 善導寺町
善導寺町（ぜんどうじまち）は、福岡県三井郡にあった町。現在の福岡県久留米市の中部に位置する地域。
1967年4月1日に久留米市に編入され消滅した。

## 地理
現在の久留米市の市域中北部（2005年2月の周辺自治体編入以前の市域の北東部）を町域としていた。久留米市に隣接し、久留米市中心部から東に約7kmの位置にあった。町域の北端部を筑後川が流れている。町域全体が筑後平野の一角を占めており、地形は平坦である。

### 隣接していた市町村
1967年3月31日廃止時点
福岡県
- 久留米市
- 三井郡北野町・大刀洗町
- 浮羽郡田主丸町

## 歴史

### 近現代
- 1889年（明治22年）4月1日 - 町村制施行により常持村・蜷川村・合楽村が合併し山本郡大橋村が、与田村・飯田村・木塚村が合併し山本郡善導寺村が発足。
- 1896年（明治29年）4月1日 - 郡の統合により山本郡が御井郡・御原郡と合併して三井郡に属する[1]。
- 1940年（昭和15年）2月11日 - 町制施行。善導寺町となる。
- 1953年（昭和28年）6月 - 昭和28年西日本水害が発生。善道寺村一帯が全戸軒下まで水没[2]。
- 1959年（昭和34年）
  - 4月1日 - 大橋村と合併し、新制の善導寺町が発足。
  - 11月5日 - 草野町大字島を編入。
- 1967年（昭和32年）4月1日 - 久留米市に編入され消滅。

現在、旧善導寺町域は「善導寺町××」、旧大橋村域は「大橋町××」として町名を残している。

### 合併に当たって
昭和の大合併では、旧山本郡を構成していた善導寺町、草野町、山本村、大橋村の4町村の合併が福岡県から提案されていた。しかしながら草野町は東に隣接する浮羽郡竹野村（田主丸町を経て現在は久留米市）との合併を望む声が、山本村においては久留米市との合併を求める声が強く、合意に至らなかった。その後、山本村と草野町は直接久留米市と合併し、4町村合併は結果的に善導寺町と大橋村の合併にとどまった。なお、善導寺町と大橋村は隣接しておらず、途中に草野町大字島を挟む形となっていたが、大字島は後に境界変更により善導寺町に編入され、飛び地は解消された。
また、合併後善導寺町役場庁舎は久留米市役所支所として使用されていたが、後にJAの支店となり、2000年ごろに解体されている。

### 合併による行政機関の管轄変更
- 警察署は北野警察署から久留米警察署に管轄が変更となった。

## 地域

### 教育

#### 中学校
- 久留米市善導寺町中学校組合立屏水中学校（久留米市山本町に所在）

（新制中学発足時には旧草野町・大橋村が組合立屏山中学校、旧善導寺町・山本村が組合立筑水中学校に通学。その後この2校を統合した。）

#### 小学校
- 善導寺町立善導寺小学校
- 善導寺町立大橋小学校

## 交通

### 鉄道
- 日本国有鉄道（現・九州旅客鉄道）
  - 久大本線
    - 善導寺駅

### 主要道路
- 国道210号
- 福岡県道81号久留米浮羽線